# Flavio Gulinelli
Flavio Gulinelli (Asti, 14 giugno 1958) è un allenatore di pallavolo italiano.

## Carriera
Incomincia la carriera ad Asti, sua città natale, allenando anche nel settore femminile. Nel 1989 diventa secondo di Bebeto alla Pallavolo Parma, dove in tre stagioni vince due scudetti, una Coppa delle Coppe, una Coppa CEV e un Mondiale per Club.
Dopo una stagione al Grande Volley Asti in Serie B2, si lega nuovamente a Bebeto, questa volta nella Nazionale italiana: come vice allenatore, sulla panchina azzurra vince un Mondiale, una World League e una medaglia di bronzo agli Europei. Successivamente passa una stagione nello staff della Nazionale brasiliana.
Nelle stagioni successive allena in Serie A2, inizialmente di nuovo nel Grande Volley Asti e successivamente nel Volley Cagliari, nella Volley Lupi Santa Croce, nel Südtirol Volley e nel Salento d'Amare Taviano, con il quale vince la Coppa Italia di Serie A2 e approda alla finale dei play-off promozione.
Nella stagione 2006-07 esordisce in Serie A1 come allenatore del Top Volley di Latina. Guida per parte del torneo 2008-09 la Callipo Sport di Vibo Valentia, dalla quale se ne va il 3 febbraio 2009. Nei mesi finali della stagione si trasferisce in Grecia, sulla panchina dell'Īraklīs Salonicco, disputando con la formazione ellenica la finale della Champions League 2008-2009, dove viene sconfitto dalla Trentino Volley.
Nel 2009 viene ingaggiato dalla Nazionale austriaca, ma prima di incominciare la sua attività si trasferisce in Turchia. Ritorna in Grecia per allenare l'Olympiakos Pireo, ma nel gennaio del 2011 viene chiamato dalla formazione del New Mater Volley di Castellana Grotte Nonostante l'ottimo girone di ritorno non riesce a evitare la retrocessione della squadra pugliese.
Viene chiamato a sostituire Alberto Giuliani (approdato all'Associazione Sportiva Volley Lube) sulla panchina del Piemonte Volley, ma la sconfitta in Supercoppa italiana contro la Trentino Volley e ai quarti di finale di Coppa Italia contro il Sisley Volley portano al suo esonero, avvenuto il 26 gennaio 2012.
Rimane svincolato fino al 19 aprile 2012, quando assume l'incarico come commissario tecnico della Nazionale maschile del Portogallo. Il suo insediamento sulla panchina portoghese avvenne a un mese dall'esordio nella World League 2012.
Nella stagione 2012-2013 siede sulla panchina di New Mater, terminando al nono posto la regular season e disputando gli ottavi di finale dei play-off scudetto, persi contro la Callipo.
Nel 2013 si trasferisce in Russia, alla corte dell'Ural dove si ferma fino al marzo 2014. Nel frattempo assume anche l'incarico di selezionatore della Nazionale di pallavolo maschile della Slovacchia che lascia definitivamente nel luglio 2015. Nel giugno 2014, nel frattempo, sottoscrive un contratto con il Galatasaray che conduce, a fine stagione, al quarto posto nel girone finale dei playoff. Nonostante ciò, a fine stagione, le strade fra Gulinelli e la società turca si separano.
Nel luglio 2015 assume la guida della Pallavolo Molfetta, che lascia, non senza polemiche, a fine novembre per trasferirsi sulla panchina della nazionale egiziana di volley. Con la nazionale nordafricana raggiunge la qualificazione ai Giochi della XXXI Olimpiade di Rio de Janeiro ma è costretto a lasciare anzitempo la panchina per divergenze con i dirigenti della federazione.
Comincia la stagione 2016-2017 tornando sulla panchina dell'Olympiakos, ma ancor prima dell'inizio del campionato viene sostituito da Slobodan Boškan.
Dal 5 novembre 2016 torna sulla panchina di Molfetta.
Il 26 giugno 2019 diventa allenatore del Calci Volley.
Nel maggio 2020 assume per la terza volta la guida del Castellana Grotte.
Nel maggio 2022 viene nominato allenatore di Macerata.
Nel giugno  2023 si trasferisce al Prometey in Ucraina, contemporaneamente è nuovamente il commissario tecnico della nazionale dell'Egitto con la quale conquista la coppa d'africa e si qualifica per le olimpiadi di Parigi 2024.
Nel 2024 è allenatore dell'Epicentr in Ucraina.

## Palmarès
- Campionato italiano: 2

1989-90, 1991-92
- Campionato mondiale per club: 1

1989
- Coppa delle Coppe: 1

1989-90
- Coppa CEV: 1

1991-92
- Supercoppa europea: 1

1990
- Coppa Italia di Serie A2: 1

2005-06